# Enrico Orfei

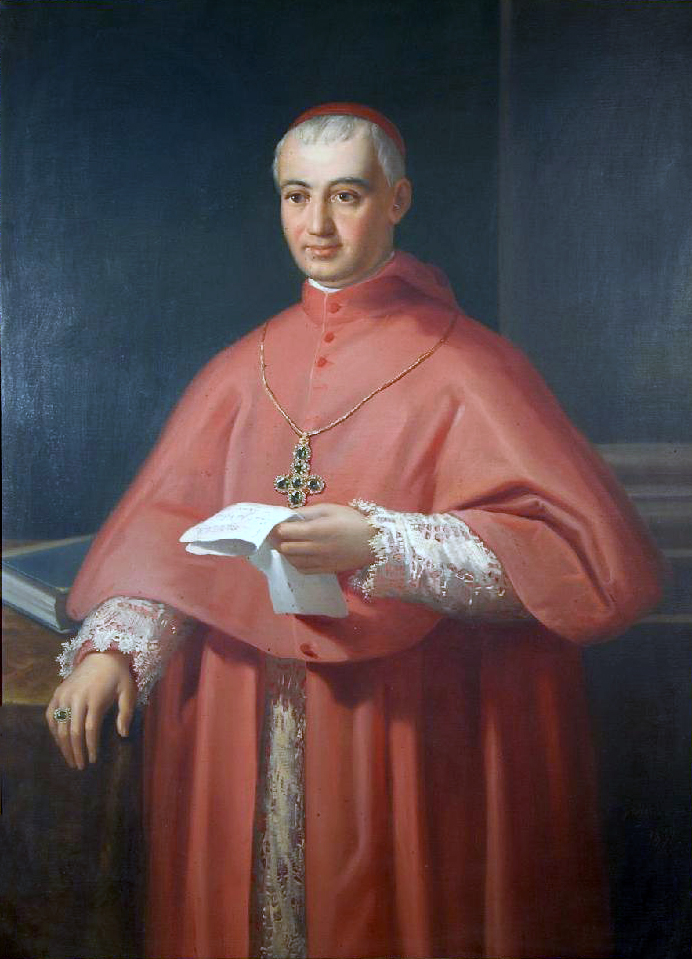
Enrico Kardinal Orfei (Gemälde von Giangiacomo Tertulliano, 1858)

Enrico Orfei (* 23. Oktober 1800 in Orvieto; † 22. Dezember 1871 in Ravenna) war ein Kardinal der Römischen Kirche.

## Werdegang
Er war der Sohn des Giuseppe Orfei und dessen Ehefrau Colomba Duranti, sein Großonkel väterlicherseits Nicola Orfei war Archidiakon an der Kathedrale von Bagnoregio.
Orfei besuchte das Priesterseminar von S. Andrea in Orvieto und empfing am 20. Dezember 1823 die Priesterweihe. Danach studierte er am Jesuitenkolleg von Orvieto Dogmatik und Moraltheologie. Er besuchte die Universität Perugia und schloss am 15. November 1832 mit dem Grad eines Doctor iuris utriusque seine Studien ab. Bereits 1831 war er Kanoniker an der Kirche Ss. Andrea e Bartolomeo in Orvieto geworden; am 1. Juni 1831 wurde er von Gregor XVI. zum Päpstlichen Kammerherren ernannt. 1833 wurde er Hausprälat Seiner Heiligkeit und bekleidete verschiedene Positionen in der Römischen Kurie sowie der Verwaltung des Kirchenstaats. Am 11. September 1848 ernannte Papst Pius IX. ihn zum Bischof von Cesena. Die Bischofsweihe spendete ihm am 17. September 1848 Kardinal Vincenzo Macchi; Mitkonsekratoren waren die Kurienerzbischöfe Girolamo d’Andrea und Domenico Lucciardi. Am 3. Oktober 1848 wurde Orfei Päpstlicher Thronassistent.
Papst Pius IX. kreierte Orfei im Konsistorium vom 15. März 1858 zum Kardinal und ernannte ihn am 18. März desselben Jahres zum Kardinalpriester von Santa Balbina. Am 23. März 1860 wurde er zum Erzbischof von Ravenna erhoben. Als solcher war er von 1869 bis 1870 Konzilsvater beim Ersten Vatikanischen Konzil.
Er starb am 22. Dezember 1871 in Ravenna und wurde in der Familienkapelle in Casemurate beigesetzt.